# 劫 (時間)
劫數，又稱劫波或劫簸（kalpa），簡稱“劫”，是印度教及佛教宇宙觀術語，原是古印度人用以计算时间单位的通称。意思是一段對人類來說極長或极短的时间，长可以长到无限长，短也可以短到一刹那。首次提到這個概念的是《摩訶婆羅多》。西方有時會將「劫」譯成「aeon」。

## 劫的種類

### 印度教
印度教中，根據《往世書》（特別是Vishnu Purana和Bhagavata Purana），1摩诃宇迦分为4宇迦：
- 1圆满时（Krita Yuga）= 4,800天年 = 1,728,000年
- 1三分时（Treta Yuga）= 3,600天年 = 1,296,000年
- 1二分时（Dvapara Yuga）= 2,400天年 = 864,000年
- 1争斗时（Kali Yuga）= 1,200天年 = 432,000年

1摩诃宇迦 = 12000天年 = 4,320,000太陽年。
每劫有14个摩奴期，每个摩奴期分为71个摩诃宇迦，加上每个摩奴期前后过渡是1个圆满时的时长，每劫总时长共1000个摩诃宇迦。
1劫之后是等长的瓦解期，共同构成了梵天的一昼和一夜，也就是梵天日。梵天月包含30个梵天日，也就是2592亿年。
根据《摩诃婆罗多》，12个梵天月构成了梵天年，100梵天年被称为大劫，1大劫（36,000劫+36,000瓦解期）= 311.04万亿年。
梵天的五十年已经过去了，现在是在祂五十一岁的第一天。在劫末，世界将被火焚灭。根据《摩蹉往世书》当前劫名为Śveta。

### 佛教

#### 劫数的算法
佛教也有劫的概念，分為三等：小劫、中劫、大劫，且劫数自有其算法：《大智度論》（？）自壽自十歲，百年增一至八萬四千歲為止，然後再百年減一至十歲為止，如是一增一減，為一小劫在《阿毘達磨大毘婆沙論》卷135說到：「劫有三種。一中間劫。二成壞劫。三大劫。中間劫復有三種。一減劫。二增劫。三增減劫。減者從人壽無量。歲減至十歲。增者從人壽十歲增至八萬歲。增減者從人壽十歲增至八萬歲。復從八萬歲減至十歲。此中一減一增十八增減。有二十中間劫經二十中劫世間成。二十中劫成已住。此合名成劫。經二十中劫世間壞。二十中劫壞已空。此合名壞劫。總八十中劫合名大劫。
一小劫 n=1∑839n=2839×(839+1)=352,020
T=84000+100×352020=35,208,400年X2 =70,416,800)，
二十小劫為一中劫(70,416,800年 X 20 = 14億833萬6000年)，
四中劫為一大劫(14億833萬6000年 X 4=56億3334萬4000年。
三大阿僧祇劫為56億3334萬4000年X3=169億3萬2000年。
當今世界所處的劫是賢劫，故賢劫也稱「現在劫」。
二十小劫為一中刧見於《三藏法數》
﹝出佛祖統紀﹞:
劫，梵語具云劫波，華言分別時節。謂人壽八萬四千歲時，歷過百年，則壽減一歲；如是減至人壽十歲則止。復過百年，則增一歲，如是增至八萬四千歲。此一增一減，名為一小劫。如是二十增減，名為一中劫。總成、住、壞、空四中劫，名為一大劫。
一、成劫。成劫者，謂世界初成立也。有二十小劫。第一小劫，因過去劫壞空之後，第二禪光音天空中布金色雲，注大洪雨，積風輪上，結為水輪；有大風起，吹水生沫，而成須彌等山。時一切有情皆集光音天中。天眾既多，居處迫窄。其福減者，下生世間。最初有一天子從光音天沒，來生大梵天中，是為梵王，其壽六十小劫。第二小劫，光音諸天來生初禪梵世天中，為梵輔天，其壽四十小劫。第三小劫，光音諸天復有來生梵世天中，為梵眾天，其壽二十小劫。如是漸漸下生欲界天中。時光音諸天，有福盡者，化生為人，飛行自在，無有男女之相；地涌甘泉，味如酥蜜，因試嘗之，遂生味著，失其神通，及以身光。世間大暗，黑風吹海，漂出日月，置須彌山腹，照四天下，乃有晝夜。彼時眾生由耽地味，顏色麤悴；復食自然粳稻，殘穢在身，為欲蠲除，便生二道，成男女根。宿習力故，便生淫欲，夫妻共住。光音諸天後來生者，入母胎中，遂有胎生。時自然粳稻，朝刈暮熟，刈復隨生，米長四寸。後因人多，貪取漸生，糠刈已不生。第四小劫，乃至第二十小劫，皆悉一增一減，名為成劫。
二、住劫。住劫者，謂世界安住也。有二十小劫。第九小劫，人壽減至五萬歲時，第一拘留孫佛出世；減至四萬歲時，第二拘那含牟尼佛出世；減至二萬歲時，第三迦葉佛出世；減至一百歲時，第四釋迦牟尼佛出世。第十小劫，人壽減至八萬歲時，第五彌勒佛出世；第十五小劫，於減劫中，第六師子佛乃至欲樂佛，凡九百九十四佛相繼出興，說法度人。第二十小劫，於增劫中，樓至佛出世，滿足一千也。已上二十小劫，皆悉一增一減，名為住劫。   
三、壞劫。壞劫者，謂世界壞減也。有二十小劫。如火災起時，壞至初禪天。始從地獄，終至梵天，有情眾生，經十九增減劫，次第壞盡。唯器世間空曠而住，乃至一切有情都盡，最後一增減劫，方壞器世間。有七日從海底出，大海盡竭，須彌崩壞，風吹猛燄，燒上梵天，悉成灰燼；乃至三千世界一時燒盡，名為壞劫。
（器世間者，世界如器故也。梵天，即初禪天也。三千世界者，小千、中千、大千也。)
四、空劫。空劫者，謂世界空虛也。有二十小劫。壞劫之後，自初禪梵世已下，世界空虛，猶如墨穴，無晝夜日月，唯大黑暗，名為空劫。
佛教认为凡人所身处的人間正处于上述的「成、住、坏、空」四大阶段，每一阶段的时间过程均为二十个中劫，在这四大阶段中，唯有「住」的阶段，可以供凡人生存。初「成」的阶段是由气体变化至液体，再由液体而凝固成固体，如此循环往复的一种环境，所以不适宜凡人的生活。到了「坏」的阶段，人間正处于剧烈的破坏之中，也不适合凡人生存；据佛典记载, 人間是经过四十九次大火灾、七次大水灾、一次大风灾后才衰壞的。「坏」劫终了，「空」劫便随之开始，在空无一物的状态中再经过二十中劫，另一全新状态下的人間便又逐渐形成，进而进入另一期的「成」的阶段。佛教把这“成、住、坏、空”四大阶段，分别称为成劫、住劫、坏劫、空劫。
在《俱舍论记》卷第十二：经二十中劫世间‘成’，二十中劫成已‘住’，此合名成劫。经二十中劫世间‘坏，二十中劫坏已‘空’，此合名坏劫。总八十中劫合名“大劫”。      朱芾煌《法相辞典》中解释一大劫：《瑜伽二卷六页云：又此世间，二十中劫坏，二十中劫坏已空，二十中劫空已成，二十中劫成已住。如是八十中劫，假立为一大劫数。》因此，一大劫相当于268.768亿年。
也有以佛與辟支佛出世與否來計算的，分為「大劫」（mahākalpa）和「中劫」（antarakalpa）兩種，「小劫」同「中劫」。這種算法的「劫」沒有固定長度，但80中劫即等於1大劫，若按以上算法推度，此一大劫為268億7680萬年。

#### 大劫大灾
现在大劫为贤劫，上一大劫为庄严劫，下一大劫为星宿劫
每大劫必终于一灾，或火灾，或水灾，或风灾；其规律是：七大劫终结于火灾，第八大劫终结于水灾，第六十四大劫终结于风灾，三大灾总共六十四大劫组成一个循环。
火灾烧至初禅天
水灾淹至二禅天
风灾吹至三禅天

#### 四劫
每大劫有成、住、坏、空各二十小劫
- 成劫：四中劫第一劫。
- 住劫：四中劫第二劫。
- 壞劫：四中劫第三劫。
- 空劫：四中劫第四劫。

#### 增減劫
一個小劫由一個減劫和一個增劫所構成。
- 減劫：從人壽八萬四千歲時開始，每一個百年減壽一歲起算，遞減至人壽十歲便死，這段期間稱為減劫。一個減劫是半個小劫（84000－10）x 100 = 839万9000年。在減劫存續期間，世人道德水平不断下降， 起初聖賢仍然在世的時候，提婆與凡人能夠直接交流，世人遵循恆法、抑惡揚善，但後來凡人逐漸忽視恆法、遠離提婆，雖然凡人仍然以人倫為天理，制定禮節以維持社會秩序，但是到了後來人性逐漸敗壞，当人壽減至十歲時，人性接近泯滅，世間災難頻生，薄伽梵哀愍众生也无法扭转众生自感的果报，世間充滿末劫的殘酷景象。

- 增劫：從人壽十歲開始，每一個一百年增壽一歲起算，漸增至人壽八萬四千歲，這段期間稱為增劫。一個增劫即是半個小劫（84000－10）x 100 = 839万9000年。在減劫即將結束、人壽只剩十歲時，世人開始察覺到自己的罪業，為此棄惡行善、遵循天道，人壽因而增加，增劫就此開始。若有佛陀前來弘法，世人便會努力修持佛法，使得天下太平。例如在娑婆世界 目前此一小劫中的增劫開始時，世人起初遵循梵法、努力行善，使得世間苦難減少，但這始終並非解脫之道，只能令世人得享和平，根本不能出離世間。直到人壽增至八萬歲時，彌勒菩薩应世救度眾生，佛法因而復興，眾生得度者無可計量。在往後的數千年間，世間風調雨順、一片祥和，至人壽八萬四千歲時，增劫便會結束。

#### 三災
- 刀兵劫：戰爭。
- 疾疫劫：瘟疫。
- 饑饉劫：飢荒。

### 道教

#### 五劫
道教指天地初分及化生万物的五大劫，万物演化的五个时期。
《隋书·经籍志四》：“道经者，云有元始天尊，生于太元之先，禀自然之气，冲虚凝远，莫知其极。所以说天地沦坏，劫数终尽，略与佛经同。以为天尊之体，常存不灭。每至天地初开，或在 玉京之上，或在穷桑之野，授以秘道，谓道教谓元始天尊年号之一。又为五劫之开劫度人。然其开劫，非一度矣，故有延康、赤明、龙汉、 开皇，是其年号。其间相去经四十一亿万载。”
《双槐岁钞·皇极观物》：老氏之书曰：天地之数有五劫。东方起自子，曰龙汉，为始劫。南方起自寅，曰赤明，为成劫。中央起自卯，曰上皇，北方起自午，曰开皇，俱为住劫。西方起自酉终於戌，曰延康，为坏劫。

## 派生
「劫」的本意是一段極長的時間，一劫過後宇宙毁滅並重新開始。
現代漢語和日語均有很多詞彙與「劫」有關。「劫」自取災難的意思時有「劫難」、「劫火」、「在劫難逃」等詞；取極長乃至無限的時間的意義時則有「億劫」、「永劫」等詞，無災難的意義。現代中文裏一般借指天災人禍，而日文更多的是保留了時間的概念。
圍棋術語「劫」借自佛教的「劫」，指爭奪某一從屬未定的棋眼，因在填回前可無限次提對方的子而得名（故規定一方提子後另一方不得立即回提）。

## 外部連結
《增壹阿含經》出自《大正新脩大藏經》，大藏出版株式會社 （页面存档备份，存于）